# ヴァーヴ・レコード
ヴァーヴ・レコード（Verve Records）は、1956年にノーマン・グランツにより設立されたアメリカのジャズ・レコード会社。現在はユニバーサル ミュージック グループ(UMG)の一部となっており、またヴァーヴ・レーベル・グループ（Verve Label Group）の本体となっている。

## 沿革
- 1956年 ノーマン・グランツによりヴァーヴ・レコードが設立。
- 1961年 グランツはMGMに300万ドルで売却。
- 1964年 フォーク・ミュージックを補足するためヴァーヴ・フォークウェイズを設立。
- 1967年 MGMはポリドールに売却、ヴァーヴはポリグラムの系列に入り、名プロデューサー、クリード・テイラーが主導を取ることとなる。同年、ヴァーヴ・フォークウェイズが、ヴァーヴ・フォアキャストへと名称変更。
- 1980年 ポリグラムはデッカ・レコードを買収、デッカのジャズ部門がヴァーヴに入る。
- 1998年 シーグラムがポリグラムを買収し、ポリグラムはユニバーサル ミュージック グループに統合、シーグラム（旧MCA）系のジャズ・レーベル、GRPレコード、インパルス・レコード等がヴァーヴと統合し、翌年1月にヴァーヴ・レコードはヴァーヴ・ミュージック・グループを発足し中枢となる。会長にプロデューサーのトミー・リピューマ、社長にロン・ゴールドスタインが就任。

## ヴァーヴ・レーベル・グループの主なレーベル
- ヴァーヴ・レコード (Verve Records) ※ストレート・アヘッド系
- エマーシー・レコード (EmArcy Records)
- インパルス!レコード (Impulse! Records)
- GRPレコード (GRP Records) ※スムーズジャズ系
- コモドア・レコード (Commodore Records)
- コーラル・レコード (Coral Records)
- ブランズウィック・レコード (Brunswick Records) ※デッカ期（1957年以前）
- デッカ・レコード (Decca Records) ※ジャズ部門のみ
- ヴァーヴ・フォアキャスト・レコード (Verve Forecast Records) ※非ジャズ系
  - ブルー・サム・レコード (Blue Thumb Records)

## 代表的なアーティスト
- アーロン・ネヴィル
- アストラッド・ジルベルト
- アニタ・オデイ
- ウェイン・ショーター
- ヴェルヴェット・アンダーグラウンド
- エラ・フィッツジェラルド
- オスカー・ピーターソン
- スタン・ゲッツ
- カウント・ベイシー
- コールマン・ホーキンス
- サラ・ヴォーン
- ジェイミー・カラム
- ジョー・ヘンダーソン
- ジョン・スコフィールド
- ジョン・マクラフリン
- スタン・ゲッツ
- ダイアナ・クラール
- チャーリー・パーカー
- チャーリー・ヘイデン
- ディジー・ガレスピー
- デイヴィッド・サンボーン
- ティル・ブレナー
- デューク・エリントン
- ナタリー・コール
- ニーナ・シモン
- オーネット・コールマン
- ニコラス・ペイトン
- ハービー・ハンコック
- バド・パウエル
- ビル・エヴァンス
- ブロッサム・ディアリー
- ヘレン・メリル
- マイケル・ブレッカー
- ライチャス・ブラザース
- ラッセル・マローン
- ランディ・ウェストン
- リズ・ライト
- リチャード・ボナ
- ルイ・アームストロング
- レスター・ヤング
- ロイ・ハーグローヴ
- ジェリー・マリガン
- バディ・リッチ
- 渡辺貞夫
- KIRINJI